# 川島奇北
川島 奇北（かわしま きほく、1867年1月16日（慶応2年12月11日）- 1947年（昭和22年）9月24日）は、日本の政治家、俳人である。本名は得太郎。別号に一水、洲香等がある。

## 経歴・人物
武蔵の行田に漢学者の川島梅坪の子として生まれる。明治維新後廃藩置県により、北埼玉郡会の議員を経て埼玉県会の議員を務め、後に利根川の護岸工事に携わった。
その後は正岡子規の門人となり、俳諧を学び高浜虚子らと親交を持つ。同門には石島雉子郎らがいる。これにより多くの俳誌の編纂及び刊行に携わり、中山稲青と中野三允と共に埼玉における新派俳人の三傑として名を馳せた。1901年（明治34年）には故郷の須加村（現在は行田市に合併）の村長を務めた。

## 著書
- 『浮城』 - 1904年（明治37年）刊行[2]。
- 『田園』